# Rivière au Canard
Rivière au Canard är ett vattendrag i Kanada.   Det ligger i provinsen Québec, i den sydöstra delen av landet, 300 km öster om huvudstaden Ottawa.
I omgivningarna runt Rivière au Canard växer i huvudsak blandskog. Trakten runt Rivière au Canard är nära nog obefolkad, med mindre än två invånare per kvadratkilometer.